# 羅豐祿
羅豐祿（1850年10月21日—1901年？月？日），字稷臣，生於福建閩縣 (今福州市)，曾任李鴻章幕僚多年，晚清外交家、翻譯家。夫人魏瓊恣為船政學堂同學、中國首批船舶工程師魏瀚六妹。其子羅忠詒亦歷任外部駐外公使。

## 生平
同治六年，羅豐祿考入「求是堂藝局」，入「後學堂」學英文、駕駛專業，七年後以大考第一名畢業於後學堂第一屆駕駛班，受船政大臣沈葆楨提拔，破格升任教習。光緒三年，入讀倫敦琴士官學(King's College)，期間兼任清朝駐英、德使館翻譯。六年，回國在北洋水師營務處工作，任北洋大臣李鴻章的英文秘書、內勤總管、外交顧問、翻譯，兼天津大沽船塢總辦，累官水師營務處道員、天津水師學堂會辦。十四年，協同北洋水師提督丁汝昌及林泰曾、劉步蟾等起草《北洋海軍章程》。 
光緒二十二年，清廷諭命羅豐祿以二品頂戴記名海關道，賞四品京卿，升任太僕寺卿，出任駐英、意、比三國欽差大臣。同年四月，隨李鴻章赴俄國參加沙皇尼古拉二世的加冕典禮，並參加中俄《禦敵互相援助條約》的談判。同年十一月，以二品頂戴記名海關道賞四品京卿出任駐英公使兼駐意、比公使。二十三年，授三品京堂銜。二十七年，清廷調羅豐祿任駐俄公使，授一品頂戴太僕寺卿，與沙俄交涉歸還東三省，但病重未能成行。不久病故，終年五十一歲。
1894年，在天津收孙文《上李中堂大人书》投递给李。